# Can Baixes
Can Baixes és una masia a mig camí entre els nuclis de Calldetenes i de Sant Julià de Vilatorta (Osona) inclosa a l'Inventari del Patrimoni Arquitectònic de Catalunya. Masia registrada en el Nomenclàtor de la província de Barcelona de l'any 1860, consta com a "Masia casa de labranza" i fou reformada l'any 1943.
Masia de planta rectangular coberta a diverses vessants. La part de llevant va ser restaurada i ampliada el 1943. La façana presenta dos portals i dues finestres, al costat s'hi adossa un cos de totxo. A l'E. a uns tres mestres de l'escaire s'hi veu un graonet on es recolza la paret de tàpia a la de totxo. Al primer pis hi ha dues finestres de pedra i una espiera. Els ràfecs de la teulada volen mot poc. A ponent hi ha un altre cos construït amb totxo. Al nord hi trobem un portal de pedra, amb llinda de fusta a la plana i dues finestres al primer pis. És construïda amb lleves de pedra i morter de calç, també hi ha totxo i està parcialment arrebossada. Es troba envoltada per uns roures centenaris.